# 제38회 아카데미상 외국어영화상 출품작 목록
다음은 제38회 아카데미 시상식 외국어영화상 출품작 목록이다. 아카데미 외국어 영화상은 1956년 미국 영화 예술 과학 아카데미 (AMPAS)가 미국 국외에서 제작된 비영어권 영화를 대상으로 시상하기 위해 제정되었다. 이후 외국어영화상은 매년 수여되었으며, 수상자는 출품국가로 여겨지지만 상 자체는 해당 영화의 감독이 수락한다. 아카데미측은 한 국가당 한 편의 영화만 허용되는 원칙에 의거, 여러 국가를 초청하여 자국 최고의 영화를 출품하도록 요청하고 있다.
제38회 아카데미상에서는 총 15편의 작품이 외국어영화상 부문에 출품되었다. 헝가리가 처음으로 작품을 출품하였으며, 최종후보에는 체코슬로바키아, 그리스, 이탈리아, 일본, 스웨덴이 올랐다. 1966년 4월 18일 열린 시상식에서 체코슬로바키아의 슬로바키아어 영화 《중심가의 상점》이 동구권 영화로는 처음으로 아카데미 국제영화상을 수상하였다. 이 영화는 제2차 세계 대전 시기 나치의 대박해가 이뤄지던 슬로바키아의 한 유대인 아줌마와 현지인 남자간의 관계를 다룬 다크코미디 드라마 영화였다.

## 출품작
| 출품국         | 제목               | 원제                            | 언어                   | 감독                             | 결과   |
| -------------- | ------------------ | ------------------------------- | ---------------------- | -------------------------------- | ------ |
| 아르헨티나     | 파하리토 고메스    | Pajarito Gómez                  | 스페인어               | 로돌포 쿤                        | 미후보 |
| 브라질         | 상파울루 주식회사  | São Paulo, Sociedade Anônima    | 브라질 포르투갈어      | 루이스 세르지우 페르송           | 미후보 |
| 체코슬로바키아 | 중심가의 상점      | Obchod na korze                 | 슬로바키아어, 이디시어 | 얀 카다르, 엘마 클로스           | 수상   |
| 덴마크         | 게르트루드         | Gertrud                         | 덴마크어               | 칼 테오도르 드레이어             | 미후보 |
| 이집트         | 불가능             | المستحيل                        | 아랍어                 | 후세인 카말                      | 미후보 |
| 프랑스         | 미치광이 삐에로    | Pierrot le fou                  | 프랑스어, 영어         | 장뤽 고다르                      | 미후보 |
| 독일           | 그것               | Es                              | 독일어                 | 울리히 샤모니                    | 미후보 |
| 그리스         | 땅은 붉게 칠해졌다 | Το χώμα βάφτηκε κόκκινο         | 그리스어               | 바실리스 게오르기                | 후보   |
| 헝가리         | 20시간             | Húsz óra                        | 헝가리어               | 졸탄 파브리                      | 미후보 |
| 인도           | 가이드             | गाइड                             | 힌디어                 | 비제이 아난드                    | 미후보 |
| 이스라엘       | 유리 케이지        | קלאב הזחוחית                    | 프랑스어, 히브리어     | 필리프 아르티, 장루이 레비알바레 | 미후보 |
| 이탈리아       | 이탈리아식 결혼    | Matrimonio all'italiana         | 이탈리아어, 나폴리어   | 비토리오 데 시카                 | 후보   |
| 일본           | 괴담               | 怪談                            | 일본어                 | 고바야시 마사키                  | 후보   |
| 멕시코         | 항상 더 멀리       | Tarahumara (Cada vez más lejos) | 스페인어               | 루이스 알코리사                  | 미후보 |
| 스페인         | 툴라 이모          | La Tía Tula                     | 스페인어               | 미구엘 피카소                    | 미후보 |
| 스웨덴         | 욘에게             | Käre John                       | 스웨덴어               | 라스 마그누스 린드그렌           | 후보   |